# Teodor a lui Ioan Pop
Teodor a lui Ioan Pop (n. 1889, Săpânța, Maramureș   - d. 1923, Sighet, județul Maramureș) a fost un deputat în Marea Adunare Națională de la Alba Iulia, organismul legislativ reprezentativ al „tuturor românilor din Transilvania, Banat și Țara Ungurească”, cel care a adoptat hotărârea privind Unirea Transilvaniei cu România, la 1 decembrie 1918.:p. 77

## Biografie
Teodor a lui Ioan Pop s-a născut în anul 1889 la Săpânța. A urmat studiile la Academia de drept. De asemenea a fost bursier al Asociațiunii pentru cultura poporului român din Maramureș.
A decedat în anul 1923 la Sighet.

## Activitatea politică

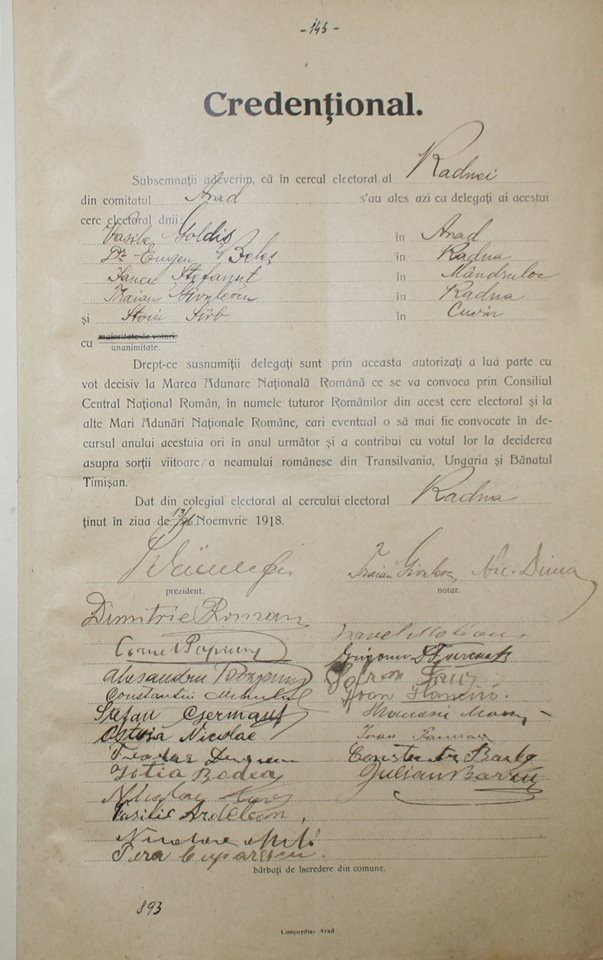
Credențional

A fost ales delegat al cercului electoral Teceu. A luptat în armata română ca voluntar, ulterior devenind polițist al orașului Sighet.